# Eschenbach, Luzern
Eschenbach är en ort och kommun i distriktet Hochdorf i kantonen Luzern, Schweiz. Kommunen har 3 806 invånare (2023).